# Ctenidium hondurense
Ctenidium hondurense är en bladmossart som beskrevs av Edwin Bunting Bartram 1939. Ctenidium hondurense ingår i släktet Ctenidium och familjen Hypnaceae. Inga underarter finns listade i Catalogue of Life.